# Josef Klaus
Josef Klaus (Kötschach-Mauthen, Caríntia, 15 de agosto de 1910 — Viena, 25 de julho de 2001) Ele foi Governador do Estado (Landeshauptmann) de Salzburgo de 1949 a 1961, Ministro das Finanças de 1961 a 1963 e Chanceler da Áustria de 1964 a 1970.

## Biografia
Nascido em Kötschach-Mauthen, Caríntia, filho de um mestre padeiro, Klaus frequentou o seminário católico júnior em Klagenfurt. Ele estudou direito na Universidade de Viena, onde ingressou na Cartellverband das fraternidades de estudantes católicos do sexo masculino (Studentenverbindung). Ele obteve seu doutorado em 1934 e trabalhou no departamento jurídico da Câmara do Trabalho, que na época estava integrada nas centrais sindicais unitárias austrofascistas pelo governo do Estado Federal da Áustria. Quando a organização da Câmara foi finalmente liquidada após a anexação do Anschluss em 1938 pela Alemanha nazista, Klaus mudou para o setor privado.
Em 1936, Klaus casou-se com Ernestine Seywald (2 de abril de 1914 - 1 de janeiro de 2001). Durante a Segunda Guerra Mundial, ele serviu na Wehrmacht alemã, temporariamente como membro da equipe do General Heinz Guderian, bem como em campanhas na Polônia, França, Finlândia e Rússia. Ele foi capturado no início de 1945 e mantido em um campo de prisioneiros de guerra. Depois da guerra, ele trabalhou como advogado em Hallein; em 1948 ele se tornou presidente da seção regional do ÖVP Hallein District e seguiu sua carreira política.
Depois que Klaus foi eleito governador do estado austríaco de Salzburgo em 1949. Reeleito duas vezes em 1954 e 1959, ele subiu para um membro principal do ÖVP. Quando seu colega de partido, o chanceler Julius Raab, finalmente renunciou em 1961, a influência de Klaus como representante dos "jovens reformadores" cresceu. Ele se tornou Ministro das Finanças sob o sucessor de Raab Alfons Gorbach , a quem sucedeu como presidente do partido ÖVP em 20 de setembro de 1963. Quando Gorbach renunciou em 25 de fevereiro de 1964, Klaus também o seguiu como Chanceler.
No cargo a partir de 2 de abril de 1964, Klaus inicialmente continuou a grande coalizão com os socialistas sob o vice-chanceler Bruno Pittermann de acordo com o sistema Proporz que governou a Áustria desde 1945. Ele liderou o ÖVP nas eleições legislativas de 1966, durante as quais pediu uma fim da coalizão. Naquela eleição, o ÖVP ganhou uma maioria absoluta, teoricamente deixando Klaus livre para romper a coalizão. No entanto, revertendo-se, Klaus propôs novos termos da coalizão ao sucessor de Pittermann como líder socialista, Bruno Kreisky. As negociações foram interrompidas quando a base socialista recusou os termos propostos. Klaus então formou um gabinete exclusivamente ÖVP, o primeiro governo de partido único da Segunda República. Em junho, os primeiros passos foram acordados para aderir à Comunidade Econômica Europeia, o que, no longo prazo, finalmente levou a Áustria a aderir à União Europeia em 1995.
Klaus iniciou muitas reformas e é lembrado por sua administração eficaz do governo, mas perdeu a eleição de 1970 para os socialistas de Kreisky. Klaus poderia ter continuado entrando em uma coalizão com o Partido da Liberdade da Áustria (FPÖ), mas renunciou imediatamente após perder as eleições.
Em setembro de 1971, ele publicou suas memórias "Macht und Ohnmacht in Österreich" e, até 1995, ele frequentemente conduzia seminários sobre temas políticos e sociais.